# Divizia A 1932/33
Die Divizia A 1932/33 war die erste Spielzeit in der Geschichte der rumänischen Fußballliga Divizia A. Die Saison begann am 4. September 1932 und endete am 16. Juli 1933 mit dem zweiten Finalspiel um die Meisterschaft. Von Ende November 1932 bis Anfang März 1933 ruhte der Spielbetrieb (Winterpause).
Meister wurde Ripensia Timișoara.

## Modus
Die 14 Mannschaften wurde in zwei Gruppen eingeteilt. Die beiden Gruppensieger spielten in Hin- und Rückspiel um die Meisterschaft. Die beiden Gruppensechsten und -siebten kämpften in der Relegation gegen den Abstieg.

## Gruppe 1

### Tabelle
| Pl. | Verein             | Sp. | S  | U | N | Tore    | Quote | Punkte |
| --- | ------------------ | --- | -- | - | - | ------- | ----- | ------ |
| 1.  | Ripensia Timișoara | 12  | 10 | 0 | 2 | 049:100 | 4,90  | 20:40  |
| 2.  | CFR Bukarest       | 12  | 8  | 1 | 3 | 034:150 | 2,27  | 17:70  |
| 3.  | Crișana Oradea     | 12  | 7  | 1 | 4 | 022:220 | 1,00  | 15:90  |
| 4.  | Gloria CFR Arad    | 12  | 6  | 1 | 5 | 021:200 | 1,05  | 13:11  |
| 5.  | Tricolor Ploiești  | 12  | 3  | 3 | 6 | 012:270 | 0,44  | 09:15  |
| 6.  | România Cluj       | 12  | 2  | 2 | 8 | 011:250 | 0,44  | 06:18  |
| 7.  | Șoimii Sibiu       | 12  | 1  | 2 | 9 | 007:370 | 0,19  | 04:20  |

Platzierungskriterien: 1. Punkte – 2. Siege – 3. Torquotient
| (M) | Meister der Vorsaison |

### Kreuztabelle
| Gruppe 1           | RIP | CFR | CRI | GLO   | TRI  | ROM | ȘOI |
| Ripensia Timișoara |     | 2:1 | 9:1 | 4:1   | 11:0 | 3:0 | 6:0 |
| CFR Bukarest       | 1:0 |     | 4:0 | 3:1   | 2:0  | 2:1 | 0:1 |
| Crișana Oradea     | 0:1 | 1:1 |     | 2:1   | 4:1  | 3:0 | 5:1 |
| Gloria CFR Arad    | 4:3 | 3:2 | 0:2 |       | 1:1  | 4:0 | 3:2 |
| Tricolor Ploiești  | 0:1 | 0:3 | 4:1 | +:- 1 |      | 1:1 | 4:0 |
| România Cluj       | 0:4 | 3:4 | 0:1 | 1:2   | 2:0  |     | 3:1 |
| Șoimii Sibiu       | 0:3 | 1:9 | 0:2 | 0:1   | 1:1  | 0:0 |     |

## Gruppe 2

### Tabelle
| Pl. | Verein                   | Sp. | S | U | N  | Tore    | Quote | Punkte |
| --- | ------------------------ | --- | - | - | -- | ------- | ----- | ------ |
| 1.  | Universitatea Cluj       | 12  | 8 | 2 | 2  | 024:150 | 1,60  | 18:60  |
| 2.  | CAO Oradea               | 12  | 8 | 1 | 3  | 030:170 | 1,76  | 17:70  |
| 3.  | Unirea Tricolor Bukarest | 12  | 7 | 2 | 3  | 031:210 | 1,48  | 16:80  |
| 4.  | Venus Bukarest (M)       | 12  | 6 | 4 | 2  | 034:170 | 2,00  | 16:80  |
| 5.  | AMEF Arad                | 12  | 4 | 0 | 8  | 017:350 | 0,49  | 08:16  |
| 6.  | RGM Timișoara            | 12  | 3 | 2 | 7  | 017:270 | 0,63  | 08:16  |
| 7.  | Brașovia Brașov          | 12  | 0 | 1 | 11 | 010:310 | 0,32  | 01:23  |

Platzierungskriterien: 1. Punkte – 2. Siege – 3. Torquotient

### Kreuztabelle
| Gruppe 2                 | UNI | CAO | TRI | VEN | ARA | RGM | BRA |
| Universitatea Cluj       |     | 0:2 | 4:3 | 1:0 | 2:0 | 1:0 | 3:2 |
| CAO Oradea               | 1:0 |     | 7:3 | 0:0 | 2:0 | 5:0 | 3:0 |
| Unirea Tricolor Bukarest | 2:2 | 1:0 |     | 3:1 | 4:1 | 4:1 | 3:1 |
| Venus Bukarest           | 3:3 | 6:0 | 4:2 |     | 6:1 | 2:0 | 3:1 |
| AMEF Arad                | 1:3 | 3:2 | 0:4 | 3:6 |     | 3:2 | 2:0 |
| RGM Timișoara            | 1:2 | 2:4 | 0:0 | 2:2 | 4:1 |     | 3:2 |
| Brașovia Brașov          | 0:3 | 2:4 | 0:2 | 1:1 | 0:2 | 1:2 |     |

## Endspiel
|                    | Gesamt |                    | Hinspiel  | Rückspiel |
| ------------------ | ------ | ------------------ | --------- | --------- |
| Ripensia Timișoara | 5:3    | Universitatea Cluj | 5:3 (3:2) | 0:0       |

## Relegation

### Runde 1
Die beiden Sechstplatzierten  spielten zunächst gegeneinander. Der Sieger blieb in der Divizia A. Der Verlierer spielte in Runde 2.
|               | Gesamt |              | Hinspiel | Rückspiel |
| ------------- | ------ | ------------ | -------- | --------- |
| RGM Timișoara | 2:4    | România Cluj | 1:2      | 1:2       |

### Runde 2
Der Unterlegene der Runde 1 und die beiden Siebtplatzierten traten gegen drei Staffelsieger der zweiten Liga an.
|                 | Gesamt |                            | Hinspiel | Rückspiel | 3. Spiel |
| --------------- | ------ | -------------------------- | -------- | --------- | -------- |
| Șoimii Sibiu    | 4:3    | Tricolor Baia Mare (Nord)  | 1:1      | 2:2       | 1:0      |
| Brașovia Brașov | 4:2    | Dragoș Vodă Cernăuți (Ost) | 3:1      | 1:1       |          |
| RGM Timișoara   | 4:6    | Juventus Bukarest (Süd)    | 4:5      | 0:1       |          |

## Nach der Saison
- 1. – Ripensia Timișoara – Meister

### Absteiger
RGM Timișoara

### Aufsteiger in dieDivizia A
Mureșul Târgu Mureș, Juventus Bukarest, Chinezul Timișoara

## Torschützenliste
| Pl. | Name               | Verein             | Tore |
| --- | ------------------ | ------------------ | ---- |
| 1.  | Ștefan Dobay       | Ripensia Timișoara | 16   |
| 2.  | Petea Vâlcov       | Venus Bukarest     | 13   |
| 3.  | Vasile Chiroiu     | CFR Bukarest       | 12   |
| 4.  | Elemer Kocsis      | CAO Oradea         | 11   |
| 4.  | Ladislau Raffinsky | Ripensia Timișoara | 11   |